# Витурано (Авелино)
Витурано је насеље у Италији у округу Авелино, региону Кампанија.
Према процени из 2011. у насељу је живело 16 становника. Насеље се налази на надморској висини од 500 м.